# برينو لوران
برينو لوران (6 مارس 1995 في البرازيل - ) هو لاعب كرة قدم برازيلي في مركز الظهير. لعب مع غريميو بورتو أليغرينزي وفيتوريا دي غيماريش.

## روابط خارجية
- برينو لوران على موقع قاعدة بيانات كرة القدم.إي يو (الإنجليزية)
- برينو لوران على موقع Soccerway.com (الإنجليزية)
- برينو لوران على موقع AS.com (الإسبانية)